# Transformer (film)
 For alternative betydninger, se Transformer (flertydig). (Se også artikler, som begynder med Transformer)
Transformer er en dansk kortfilm fra 1999 instrueret af Tau Ulv Lenskjold efter eget manuskript.

## Handling
En døv maler arbejder på taget af en skyskraber med en rød dukke som tilskuer. Foran maleren ligger den uendelige metropolis, han maler et tårn. Da maleriet er færdigt og maleren forlader taget, smelter byen og kun tårnet står tilbage. Maleren får sin hørelse tilbage men mister sit syn. Og dukke - er ikke længere dukke. 